# العلاقات البنمية الكولومبية
العلاقات البنمية الكولومبية هي العلاقات الثنائية التي تجمع بين بنما وكولومبيا.

## مقارنة بين البلدين
هذه مقارنة عامة ومرجعية للدولتين:
| وجه المقارنة                                              | بنما                      | كولومبيا        |
| --------------------------------------------------------- | ------------------------- | --------------- |
| المساحة (كم2)                                             | 74.18 ألف                 | 1.14 مليون      |
| عدد السكان (نسمة)                                         | 4.10 مليون                | 49.07 مليون     |
| الكثافة السكانية (ن./كم²)                                 | 55.27                     | 43.04           |
| العاصمة                                                   | بنما                      | بوغوتا          |
| اللغة الرسمية                                             | اللغة الإسبانية           | اللغة الإسبانية |
| العملة                                                    | بالبوا بنمي، دولار أمريكي | بيزو كولومبي    |
| الناتج المحلي الإجمالي (بليون دولار)                      | 61.84 مليار               | 309.19 مليار    |
| الناتج المحلي الإجمالي (تعادل القوة الشرائية) بليون دولار | 87.37 مليار               | 724.96 مليار    |
| الناتج المحلي الإجمالي الاسمي للفرد دولار أمريكي          | 13.27 ألف                 | 7.60 ألف        |
| الناتج المحلي الإجمالي للفرد دولار أمريكي                 | 20.89 ألف                 | 13.36 ألف       |
| مؤشر التنمية البشرية                                      | 0.780                     | 0.720           |
| رمز المكالمات الدولي                                      | +507                      | +57             |
| رمز الإنترنت                                              | .pa                       | .co             |
| المنطقة الزمنية                                           | 00                        | 00              |

## منظمات دولية مشتركة
يشترك البلدان في عضوية مجموعة من المنظمات الدولية، منها:
| علم المنظمة | اسم المنظمة                                                          | تاريخ انضمام بنما | تاريخ انضمام كولومبيا |
| ----------- | -------------------------------------------------------------------- | ----------------- | --------------------- |
|             | يونسكو                                                               | 10 يناير 1950     | 31 أكتوبر 1947        |
|             | الفريق المعني برصد الأرض                                             | ?                 | ?                     |
|             | مؤسسة التمويل الدولية                                                | 20 يوليو 1956     | 20 يوليو 1956         |
|             | المركز الدولي لتسوية المنازعات الاستشارية                            | 8 مايو 1996       | 14 أغسطس 1997         |
|             | بنك أمريكا الوسطى للتكامل الاقتصادي ‏                                 | ?                 | ?                     |
|             | منظمة حظر الأسلحة الكيميائية                                         | ?                 | ?                     |
|             | مؤسسة التنمية الدولية                                                | 1 سبتمبر 1961     | 16 يونيو 1961         |
|             | منظمة التجارة العالمية                                               | ?                 | ?                     |
|             | وكالة حظر الأسلحة النووية في أمريكا اللاتينية ومنطقة البحر الكاريبي ‏ | ?                 | ?                     |
|             | وكالة ضمان الاستثمار متعدد الأطراف                                   | 21 فبراير 1997    | 30 نوفمبر 1995        |
|             | الاتحاد البريدي العالمي                                              | ?                 | ?                     |
|             | منظمة الشرطة الجنائية الدولية                                        | ?                 | ?                     |
|             | الأمم المتحدة                                                        | 13 نوفمبر 1945    | 5 نوفمبر 1945         |
|             | الاتحاد الدولي للاتصالات                                             | 14 يوليو 1914     | 25 أغسطس 1914         |
|             | البنك الدولي للإنشاء والتعمير                                        | 14 مارس 1946      | 24 ديسمبر 1946        |

## أعلام
هذه قائمة لبعض الشخصيات التي تربطها علاقات بالبلدين:
- إنريكي غراو (فنان كولومبي، 18 ديسمبر 1920[21][22][23] – 1 أبريل 2004[21][23][24])
- خوليو ماريو سانتو دومينغو (16 أكتوبر 1923 – 7 أكتوبر 2011)
- روبين بليدز (16 يوليو 1948[25][26][27] – )
- عمر توريخوس (13 فبراير 1929[28][29][30] – 31 يوليو 1981[28][29])
- مارتين توريخوس (سياسي أمريكي، 18 يوليو 1963 – )

## وصلات خارجية
- موقع وزارة الخارجية البنمية